# 黄宽缘萤
黄宽缘萤（学名：Asymmetricata circumdata）也称黄宽歪片熠萤，萤科歪片熠萤属的模式种，分布于东洋界。模式产地为东印度（Indes orientales）地区。
本种于2023年被收录入中国《有重要生态、科学、社会价值的陆生野生动物名录》。